# Roro (langue)
Pour les articles homonymes, voir Roro.
Le roro ou waima est une langue  parlée par les Roro de Papouasie-Nouvelle-Guinée, dans le district de Bereina (près de Kairuku) au nord-ouest de Port Moresby. Cette langue est lexicalement proche du kuni à 45 %. Elle compte trois dialectes, le roro, le waima et le paitana.

## Classification
Le roro appartient à la branche océanienne de la famille des langues austronésiennes et plus précisément au groupe des langues de la pointe papoue.